# تشيستر جون ستروب
تشيستر جاي ستروب (بالإنجليزية: Chester J. Straub) (و. 1937 – م)هو قاضي، وسياسي من الولايات المتحدة الأمريكية.
وهو عضو في الحزب الديمقراطي الأمريكي .